# ラシャ・フマラゼ
ラシャ・フマラゼ（グルジア語: ლაშა ხმალაძე、グルジア語ラテン翻字: Lasha Khmaladze、1988年1月20日 – ）は、ジョージアのラグビーユニオン選手。ポジションはスタンドオフ。ラグビー・ヨーロッパ・スーパーカップ・ブラックライオンに所属。ワールドカップに2011年から3大会連続で参加。 

## 概要
ジョージア代表79キャップ、通算9トライ53得点。代表デビューは2008年6月11日のIRBネイションズカップ南アフリカA代表戦。ワールドカップには2011年大会で3試合出場1トライ、2015年大会は代表スコッド登録のみで出場はなし、2019年大会で4試合出場。